# Pentadieno
El pentadieno es un hidrocarburo volátil e inflamable compuesto por cinco cadenas de carbono con doble enlace. Es un subproducto de la producción del etileno a partir del petróleo crudo. El pentadieno es utilizado como monómero en la producción de plásticos, adhesivos y resinas. El pentadieno es incoloro.